# Noah Mawete Kinsiona
Noah Mawete Kinsiona (17 oktober 2005) is een Belgisch voetballer die onder contract ligt bij Standard Luik.

## Clubcarrière
Mawete Kinsiona maakte op 10 april 2022 zijn officiële debuut in het eerste elftal van Standard Luik: op de slotspeeldag van de reguliere competitie liet trainer Luka Elsner hem tegen STVV in de 87e minuut invallen voor Gojko Cimirot. Met Brahim Ghalidi had er eerder die wedstrijd al een jeugdproduct van Standard zijn profdebuut gemaakt. liet trainer Ronny Deila hem in het 2-2-gelijkspel tegen KVC Westerlo invallen in de blessuretijd. De slotfase was  allesbehalve een voetnoot in de wedstrijd, want Westerlo haalde op een paar minuten tijd nog een 2-0-achterstand op.
Mawete was in het seizoen 2022/23 wel een vaste waarde bij SL16 FC, het beloftenelftal dat dat seizoen zijn intrede maakte in Eerste klasse B. Mawete miste dat seizoen slechts twee wedstrijden in de reguliere competitie en één in de play-downs. In zijn eerste zeven wedstrijden mocht hij van trainer Joseph Laumann, vanaf speeldag tien – waarop hij Ilyes Ziani de assist aanbood voor het tweede Luikse doelpunt in de 2-1-zege tegen Excelsior Virton – was hij een vaste waarde in de ploeg. In maart 2023 brak de club zijn contract dan ook open.

## Clubstatistieken
| Seizoen         | Club            | Land            | Competitie         | Competitie | Competitie | Beker | Beker | Supercup | Supercup | Europees | Europees | Totaal | Totaal |
| Seizoen         | Club            | Land            | Competitie         | Wed.       | Dlp.       | Wed.  | Dlp.  | Wed.     | Dlp.     | Wed.     | Dlp.     | Wed.   | Dlp.   |
| --------------- | --------------- | --------------- | ------------------ | ---------- | ---------- | ----- | ----- | -------- | -------- | -------- | -------- | ------ | ------ |
| 2021/22         | Standard Luik   | Vlag van België | Jupiler Pro League | 1          | 0          | 0     | 0     | —        | —        | —        | —        | 1      | 0      |
| 2022/23         | Standard Luik   | Vlag van België | Jupiler Pro League | 1          | 0          | 0     | 0     | —        | —        | —        | —        | 1      | 0      |
| 2022/23         | SL16 FC         | Vlag van België | Eerste klasse B    | 29         | 0          | —     | —     | —        | —        | —        | —        | 29     | 0      |
| 2023/24         | SL16 FC         | Vlag van België | Eerste klasse B    | 24         | 0          | —     | —     | —        | —        | —        | —        | 24     | 0      |
| Carrière totaal | Carrière totaal | Carrière totaal | Carrière totaal    | 55         | 0          | 0     | 0     | 0        | 0        | 0        | 0        | 55     | 0      |

Bijgewerkt op 25 maart 2024.

## Interlandcarrière
Mawete nam in 2022 met België –17 deel aan het EK onder 17 in Israël. Mawete bleef aan de kant tijdens de eerste groepswedstrijd (1-1-gelijkspel tegen Servië), maar speelde wel een volledige wedstrijd tegen Spanje (2-0-nederlaag) en Turkije (3-1-zege). De 4 op 9 van België was niet genoeg om door te stoten naar de knock-outfase van het toernooi.
3 Ngoy ·
4 Šutalo ·
5 Bolingoli ·
6 Sotiris ·
7 Bulat ·
8 Price ·
9 Zeqiri ·
10 Đukanović ·
11 Ayensa ·
13 Fossey ·
14 Kuavita ·
15 Doumbia ·
17 Camara ·
19 Badamosi ·
20 Karamoko ·
24 O'Neill ·
25 Hautekiet ·
29 Dierckx ·
30 Henkinet ·
40 Epolo ·
41 Szalai ·
44 Bates ·
45 Godfroid ·
51 Noubi ·
53 Calut ·
77 Hountondji ·
88 Lawrence ·
99 Poitoux ·
Coach: Leko